# Neopanorpa salai
Neopanorpa salai är en näbbsländeart som beskrevs av Navás 1928. Neopanorpa salai ingår i släktet Neopanorpa och familjen skorpionsländor. Inga underarter finns listade i Catalogue of Life.